# Paragnetina lacrimosa
Paragnetina lacrimosa är en bäcksländeart som beskrevs av František Klapálek 1921. Paragnetina lacrimosa ingår i släktet Paragnetina och familjen jättebäcksländor. Inga underarter finns listade i Catalogue of Life.